# Castello di Rauna
Le rovine del castello di Rauna (in tedesco Rownenborgh, Ronneburg; in lettone Raunas pilsdrupas) si trovano nel comune di Rauna nel distretto di Cēsis, in Lettonia. Il castello costituiva una delle residenze principali dell'arcivescovo di Riga, così come del suo seguito. Durante il XVI secolo, andò notevolmente ampliato e si sviluppò un insediamento intorno alla costruzione difensiva. Demolito per la prima volta nel XVII secolo, le torri e parti del castello sono fortunatamente sopravvissute fino ad oggi.

## Storia

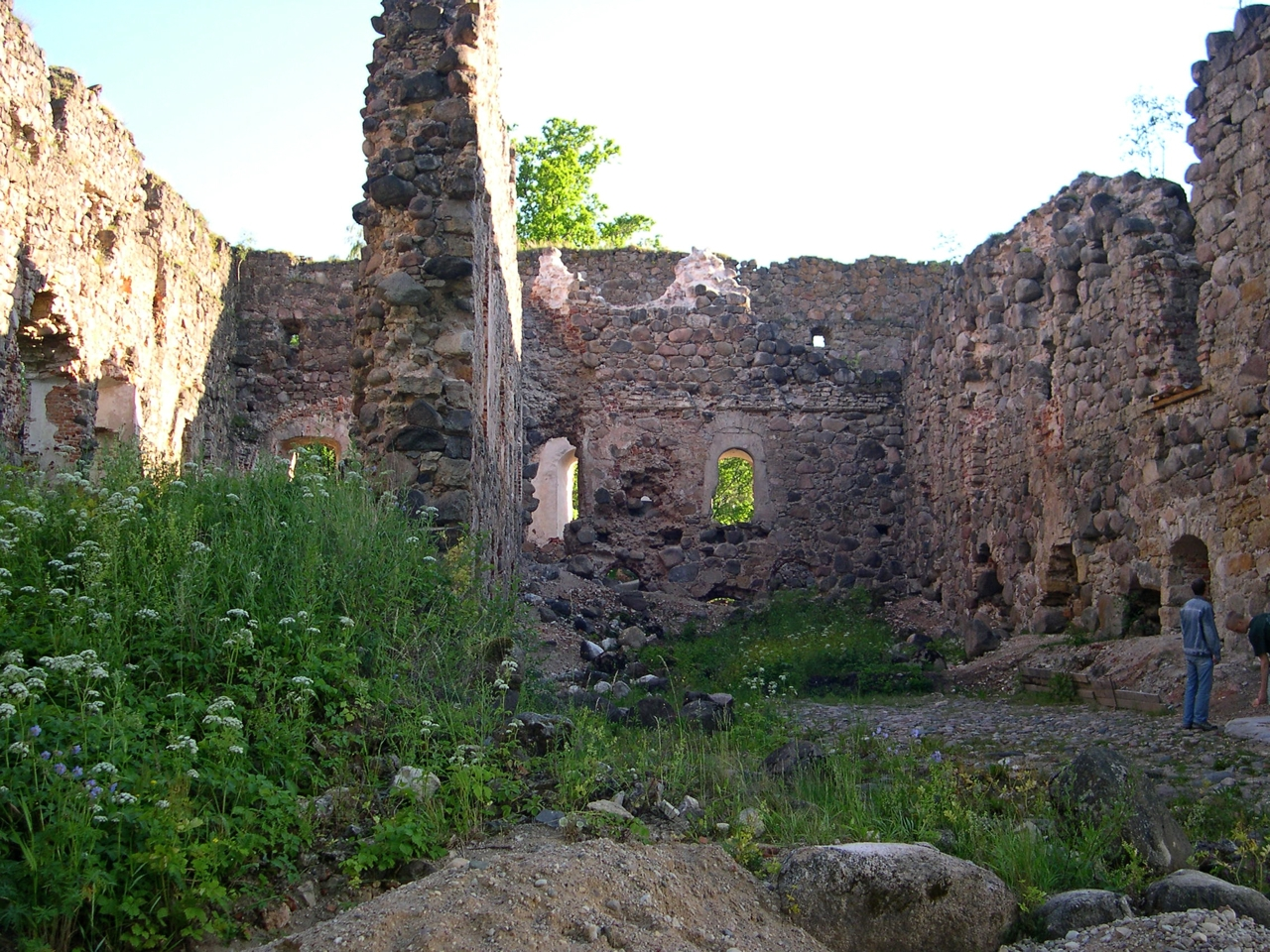
Il castello di Rauna nel 2008

La prima menzione del castello di Rauna risale al 1381, anche se gli storici concordano sul fatto che potrebbe essere stato costruito anche prima. Le fonti del XVIII secolo riferiscono che il castello era stato eretto nel 1262 su proposta di Alberto Suerbeer, arcivescovo di Riga. Di certo con il tempo il castello assunse il ruolo di grande centro di riferimento per l'arcidiocesi, probabilmente per ragioni logistiche.
Le maggiori ricostruzioni avvennero sotto il mandato dell'arcivescovo Jasper Linde. Una delle nuove torri costruite fu chiamata Garais Kaspars (Alto Gaspare), in onore dell'arcivescovo, e si sviluppò inoltre un piccolo insediamento intorno al castello, più tardi divenuto il villaggio di Rauna.
La devastazione del castello iniziò nel 1556 dovuta agli attacchi dell'ordine di Livonia, protraendosi poi fino alla fine della guerra di Livonia. I danni maggiori al castello si verificarono tuttavia dal 1657 al 1658, quando era in corso la seconda guerra del Nord tra la Confederazione polacco-lituana e l'impero svedese. Il castello fu abbandonato in seguito e gradualmente lasciato cadere in rovina. Nel 1683, il re di Svezia ordinò la distruzione di tutto ciò che assomigliava ad una fortezza intorno al castello, così tutte le torri, che sperimentarono la demolizione. Ciononostante, ad oggi, sono visibili varie rovine del castello di Rauna, con molte murature e anche le basi delle torri.

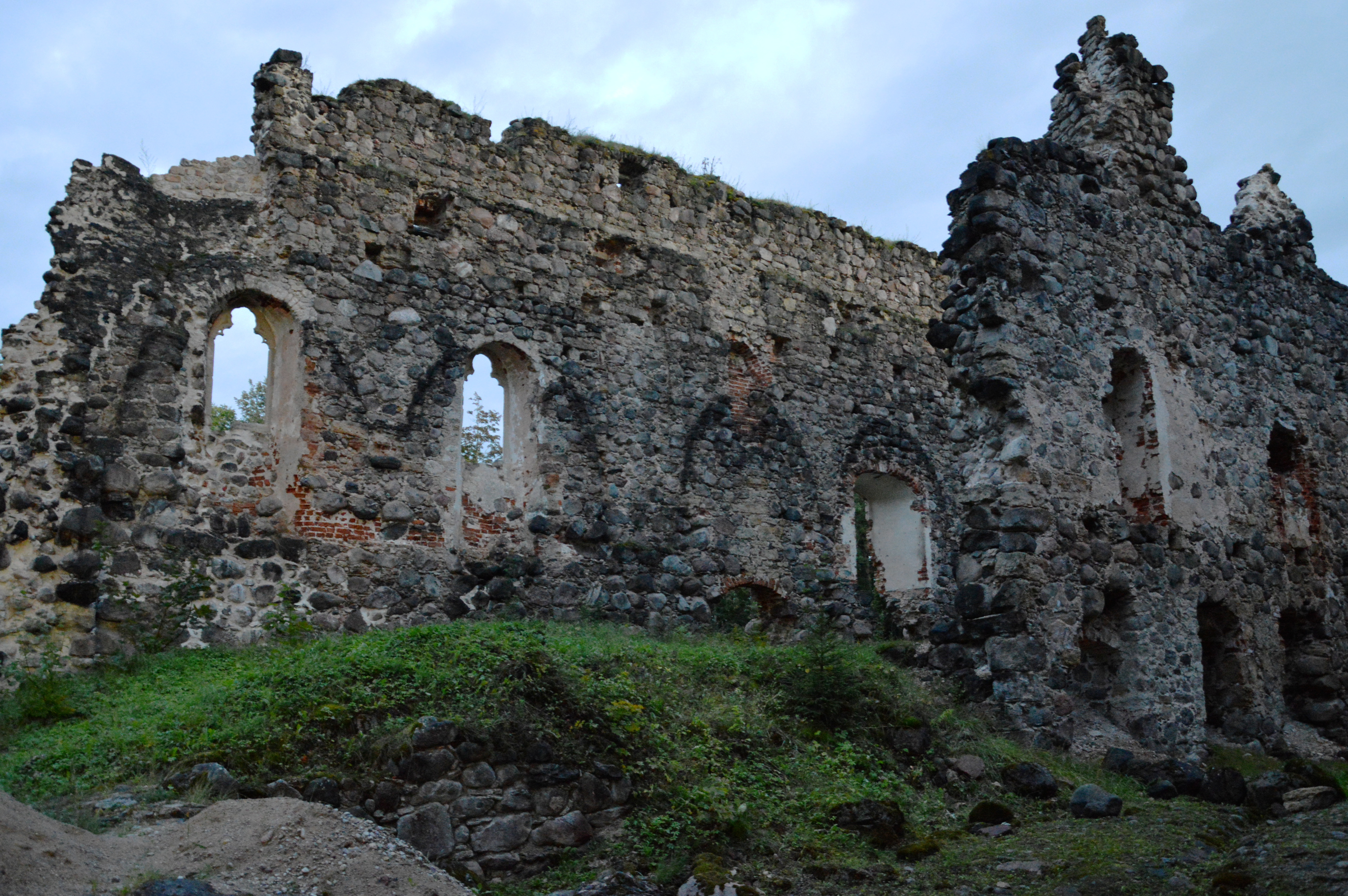
Le rovine in uno scatto del 2013